# Maurizio Molinari

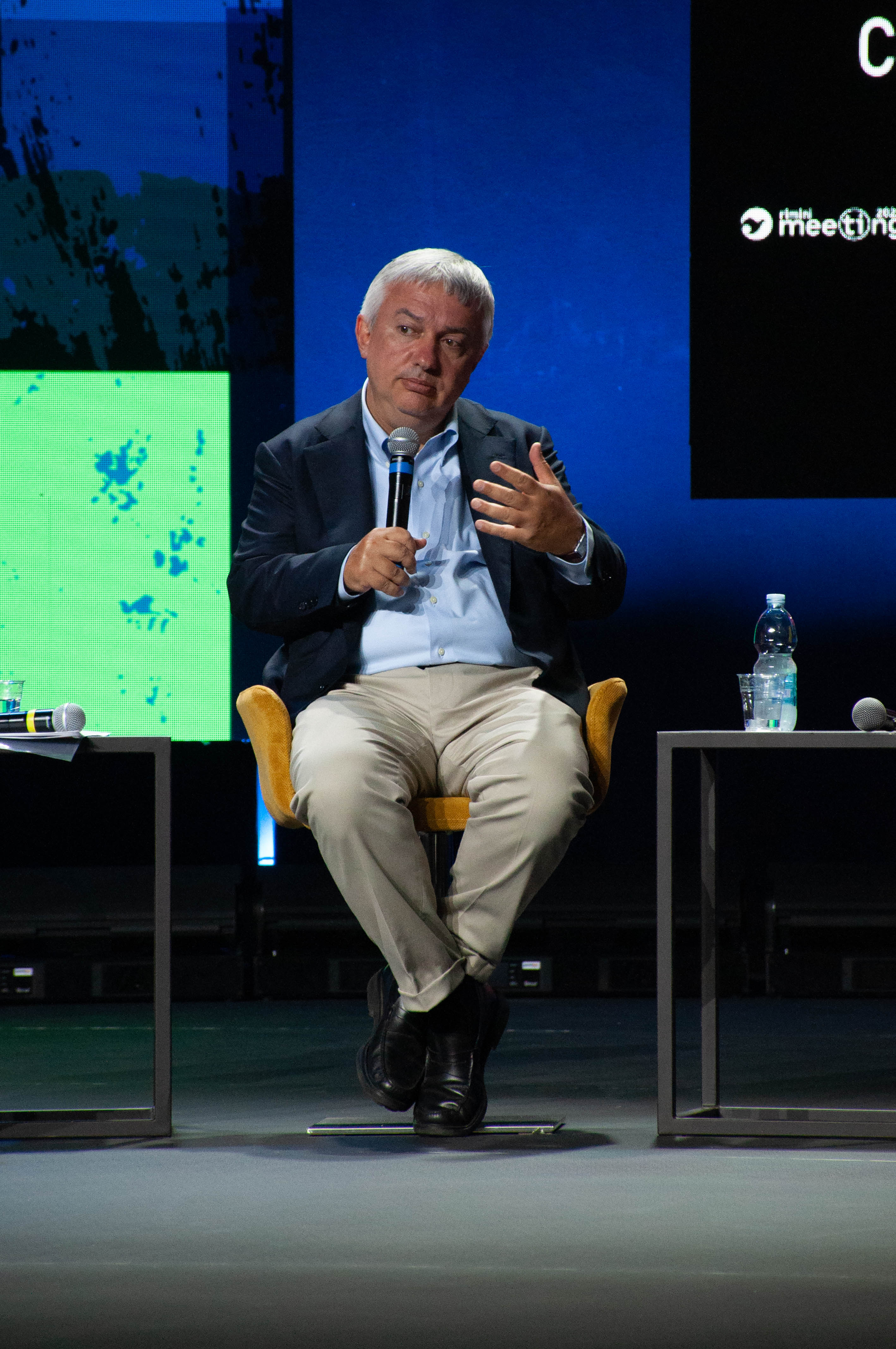
Maurizio Molinari

Maurizio Molinari (* 28. Oktober 1964 in Rom, Italien) ist ein italienischer Journalist, seit April 2020 Chefredakteur der Tageszeitung La Repubblica und ehemaliger Chefredakteur der Tageszeitung La Stampa.

## Leben und Karriere
Molinari schloss sein Studium 1989 mit einem Bachelor in Politikwissenschaft an der Universität La Sapienza in Rom und 1993 mit einem Abschluss in Geschichte an derselben Universität ab. Er studierte auch an der Hebrew University of Jerusalem in Israel und am Manchester College in Oxford im Vereinigten Königreich. Molinari lebt in New York City und Turin. Er ist seit 1994 mit Micol Braha verheiratet. Sie haben vier Kinder.

### Journalist
Er begann 1984 als Journalist für La Voce Repubblicana, die Zeitung der Italienischen Republikanischen Partei, zu arbeiten.
Als Journalist berichtete er seit 1989 über die Konflikte auf dem Balkan, im Nahen Osten und am Horn von Afrika. Zu den von ihm interviewten Führungspersönlichkeiten zählen die US-Präsidenten George W. Bush und Barack Obama, die US-Außenminister Condoleezza Rice, Madleine Albright und Henry Kissinger, die UN-Generalsekretäre Kofi Annan und Ban Ki Moon, der libysche Oberst Gaddafi und der saudische König Abdallah, die israelischen Premierminister Netanyahu und Peres, der israelische Präsident Rivlin, der PLO-Vorsitzende Arafat, der palästinensische Präsident Abbas, der PKK-Kommandeur Öcalan, der irakisch-kurdische Präsident Barazani und der türkische Präsident Erdogan.
1997 begann Molinari seine Tätigkeit bei La Stampa und arbeitete für über einem Jahrzehnt als Korrespondent zunächst aus Brüssel, später aus New York City und seit 2014 aus Jerusalem und Ramallah, bevor er 2016 als Chefredakteur nach Turin zurückkehrt.
Molinari schreibt auch für mehrere italienische Zeitungen und Nachrichtenmagazine, darunter Il Tempo, L'Indipendente, L'Opinione, Il Foglio und Panorama und ist ein regelmäßiger Gastkommentator im italienischen Fernsehen, darunter bei La7, Rainews24, TgCom und SkyTg24.

#### Chefredakteur vonLa StampaundLa Repubblica
Am 26. November 2015 wurde Molinari zum neuen Chefredakteur der Turiner Tageszeitung La Stampa ernannt und ersetzt damit Mario Calabresi, der nach Rom reiste, um Ezio Mauro als Chefredakteur von La Repubblica zu ersetzen. Der Präsident von EXOR, John Elkann, ernannte Molinari statt den stellvertretenden Herausgeber Massimo Gramellini und flankiert ihn mit Massimo Russo (ehemaliger Herausgeber von Wired Italia) als Co-Direktor.
Im Dezember 2017 wurde Molinari außerdem Redaktionsleiter von GNN, dem Gedi News Network, zu dem La Stampa, Secolo XIX und die Lokalzeitungen der ehemaligen Finegil Group gehören. Am 23. April 2020 wurde er Chefredakteur von La Repubblica.

### Essayist
Zwischen 2000 und 2018 war Molinari ein produktiver Essayist, der durchschnittlich ein Buch pro Jahr veröffentlichte. Molinari ist Autor von 16 Sachbüchern, welche alle in Italienisch veröffentlicht wurden: Die Juden in Italien: Ein Identitätsproblem (1870–1938) (1991 von La Giuntina veröffentlicht), Die Linke und die Juden in Italien (1967–1993) (Corbaccio, 1995), The National Interest (Laterza, 2000), Zwischen Weißem Haus und Botteghe Oscure: Interview mit Lamberto Dini (Guerini und Ass, 2001), Wall Street im dritten Jahrtausend (Fondazione Liberal), 2003, No Global? (Laterza, 2003), George W. Bush und die amerikanische Mission (Laterza, 2004), Italien aus der Sicht des CIA (1948–2004) (Laterza, 2005), Die Juden von New York (Laterza, 2007), Demokratische Cowboys ( Einaudi 2008), Obamas Land (Laterza, 2009), Die Italiener von New York (Laterza, 2011), Schattenregierung (Rizzoli, 2012), Der Adler und der Schmetterling (Rizzoli, 2013), Das Kalifat des Terrors (Rizzoli, 2015), Jihad. Angriff auf den Westen (Rizzoli, 2015), Duell im Ghetto (Rizzoli, 2017) und „Why It Did Happen Here“ (Nave di Teseo, 2018).
Molinaris Buch „Das Kalifat des Terrors“ (2015) wurde von Roberto Saviano als das Buch, das „wir alle lesen sollten“, bezeichnet.

## Teilnahme an der Bilderberg-Konferenz 2017
Molinari war Teilnehmer der Bilderberg-Konferenz 2017.